# Tiarella
Tiarella es un género de plantas con flores con especies silvestres y de jardín de la familia (Saxifragaceae). Tiene unas sesenta especies.

## Especies seleccionadas
- Tiarella alternifolia
- Tiarella biternata
- Tiarella bracteata
- Tiarella californica
- Tiarella cordifolia
- Tiarella trifoliata

Hay muchos híbridos conocidos y cultivados.